# Condado de Oldham (Texas)
O Condado de Oldham é um dos 254 condados do Estado americano do Texas. A sede do condado é Vega, e sua maior cidade é Vega.
O condado possui uma área de 3 889 km² (dos quais 2 km² estão cobertos por água), uma população de 2 185 habitantes, e uma densidade populacional de 0,6 hab/km² (segundo o censo nacional de 2000).
O condado foi fundado em 1876.